# Rundbosjön
Rundbosjön är en sjö i Nyköpings kommun och Trosa kommun i Södermanland och ingår i Trosaån-Svärtaåns kustområde. Sjön har en area på 0,907 kvadratkilometer och ligger 3 meter över havet.

## Delavrinningsområde
Rundbosjön ingår i det delavrinningsområde (652316-159090) som SMHI kallar för Utloppet av Rundbosjön. Medelhöjden är 17 meter över havet och ytan är 4,58 kvadratkilometer. Räknas de 2 avrinningsområdena uppströms in blir den ackumulerade arean 20,11 kvadratkilometer. Avrinningsområdets utflöde mynnar i havet. Avrinningsområdet består mestadels av skog (52 procent) och jordbruk (18 procent). Avrinningsområdet har 0,9 kvadratkilometer vattenytor vilket ger det en sjöprocent på 19,6 procent.